# ГЕС Купатиціо
ГЕС Cupatitzio— гідроелектростанція у мексиканському штаті Мічоакан. Знаходячись перед ГЕС Ель-Кобано, становить верхній ступінь каскаду на річці Cupatitzio, правій твірній Rio Marcuez, котра в свою чергу є лівою притокою Тепалькатепек, що впадає праворуч до Бальсас (має устя на узбережжі Тихого океану на межі штатів Герреро та Мічоакан). 
В межах проекту річку після проходження через місто Уруапан перекрили насипною греблею Cupatitzio. Від утвореного нею резервуару по лівобережжю прокладена дериваційна траса, яка починається з каналу довжиною 1,3 км, продовжується тунелем довжиною біля 4 км та знов переходить у канал довжиною 2,2 км, котрий завершується у верхньому балансувальному басейні. З останнього по схилу спускається напірний водовід довжиною біля 2 км, який подає ресурс до спорудженого на лівому березі річки наземного машинного залу. 
Основне обладнання станції становлять дві турбіни типу Пелтон потужністю по 36 МВт, які використовують напір у 450 метрів та забезпечують виробництво 426 мн кВт-год електроенергії на рік.